# Haplochromis annectidens
Haplochromis annectidens is een straalvinnige vissensoort uit de familie van de cichliden (Cichlidae). De wetenschappelijke naam van de soort is voor het eerst geldig gepubliceerd in 1933 door Trewavas.